# 포틀랜드 시멘트
포틀랜드 시멘트(영어: Portland cement), OPC(영어: Ordinary Portland Cement)는 주성분인 석회, 실리카, 알루미나 및 산화철을 함유하는 원료를 적당한 비율로 충분히 혼합하고, 그 일부가 용융하여 소결된 클링커에 석고를 첨가해 분말로 한 것이다.
오늘날 쓰이고 있는 보통 시멘트 형태이며, 전 세계적으로 콘크리트, 모르타르, 스투코와 그라우트 등의 기본 재료로 널리 쓰인다.

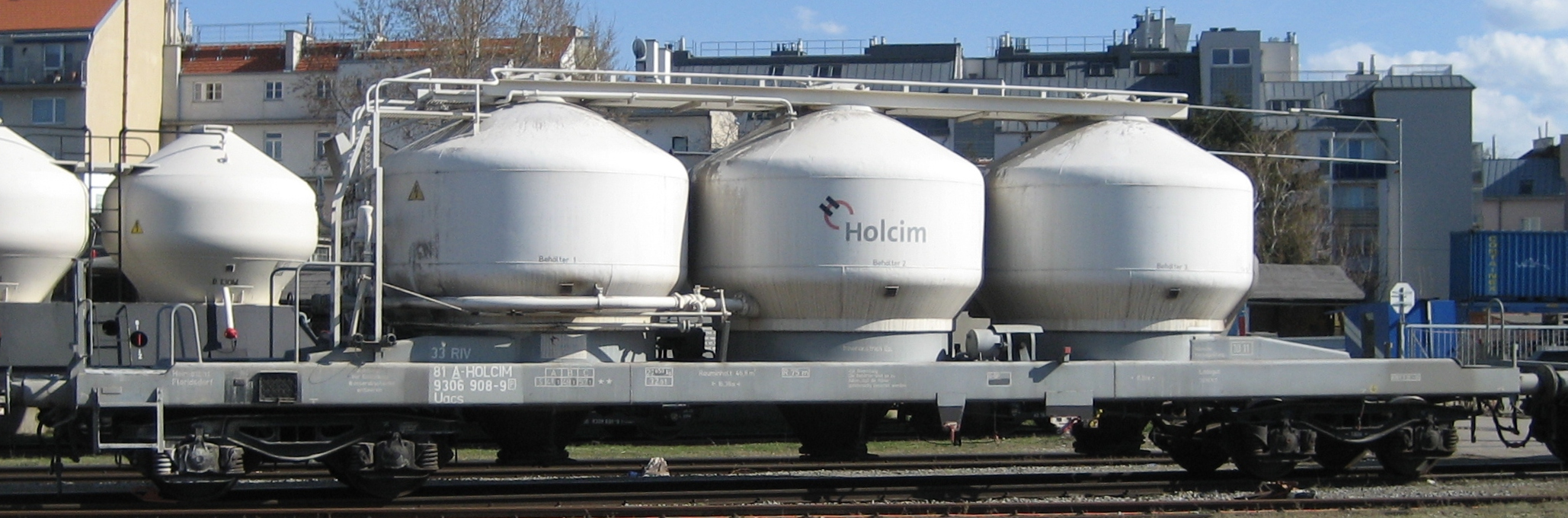
시멘트 운반 전용 알루미늄 사이로가 얹힌 화물 철도

## 역사
1824년 영국의 벽돌공 조지프 아습딘(Joseph Aspdin, 1779 ~ 1855)이 “인조석 제조법의 개량”으로 특허를 얻어 포틀랜드 시멘트란 이름을 붙인 것에서 유래하였다.
당시 건축용 석재로 쓰이던 영국 남단부의 포틀랜드섬의 석회석인 포틀랜드 석재(Portland stone)의 색이 회백색으로 비슷해서 포틀랜드 시멘트란 이름을 붙였다.

### 특허
이 특허는 석회석을 분쇄한 후 구워서 생석회로 만들어 일정한 비율로 점토를 섞고 물을 넣어 미분쇄하여 건조한 것을 다시 소성로에 넣어, 석회석 중의 탄산가스가 완전히 없어질 때까지 1450°C까지 소성하여 클링커로 만든 다음 미분쇄하여 시멘트를 만드는 공법이다.
이렇게 하면 과거의 석회 모르타르 또는 천연 시멘트보다 균질이면서 고강도를 발휘할 수 있어 널리 보급되었다.
그러나 아습딘의 특허 제품은 소성온도가 낮아 클링커의 품질이 좋지 못해서, 1845년 이삭 존슨(Issac Johnson)은 소성온도를 높게 유지하는 조건을 밝힘으로써 근대 포틀랜드 시멘트로 개량했다.

### 변천
초기에 생산되었던 포틀랜드 시멘트의 품질은 현대에까지 많은 변화가 있었다. 1840년에는 재령 28일 압축강도가 5 MPa 정도였으나, 1880년대 후반에는 화학성분의 관리와 입자의 미분말화에 따라 10 ~ 20 MPa 정도로 높아졌다.
그 후 1900년대에 들어 회전로에 소성하게 됨에 따라 25 ~ 30 MPa 정도로 높아졌으며, 1950년대에는 SP(suspension preheater), NSP(new suspension preheater)를 중심으로 폐회로분쇄에 따라 압축강도가 35 ~ 65 MPa로 크게 증진되었다.

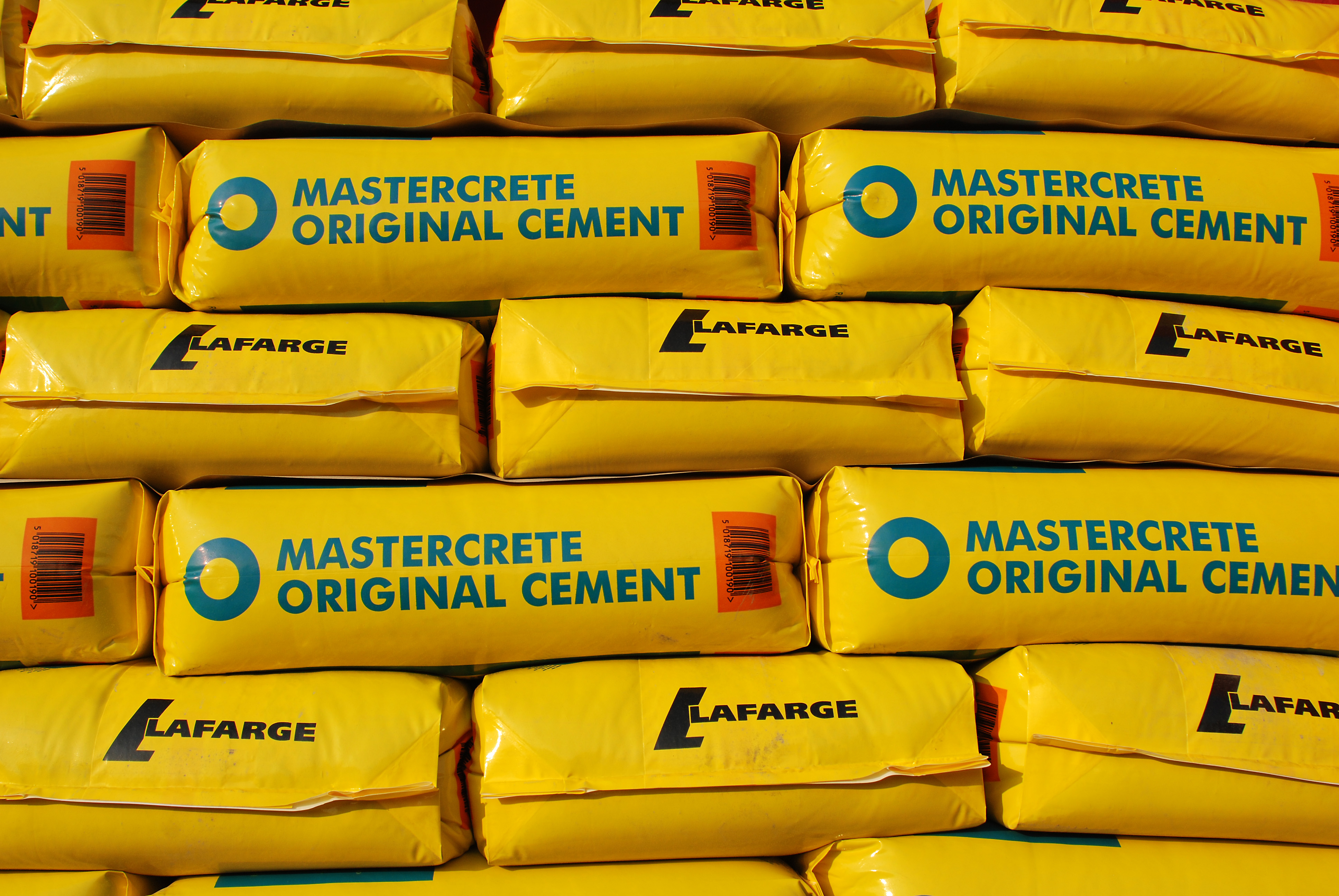
쌓여있는 25 kg 단위 포장 시멘트

## 성분
전형적인 포틀랜드 시멘트의 화학성분은 CaO 60 ~ 67 %, SiO2 17 ~ 25 %, AI2O3 3 ~ 8 %, Fe2O3 0.5 ~ 6 %, MgO 0.1 ~ 4.0 %, NaO+K2O 0.2 ~ 1.3 %, SO3 1 ~ 5 % 의 범위를 갖고 있으며, 에라이트(Alite), 벨라이트(Belite), 알루미네이트(Aliminate), 페라이트(Ferrite)의 클링커 광물로 이루어져 있고, 미량 성분으로 알칼리(알칼리 서페이트, NaSO4, K2SO4), 유리석회 등 몇 개의 다른 상이 있다.
지구에 있는 원소 구성으로 본 시멘트의 주성분(O2, Si, Al, Fe, Ca)은 약 91 %에 상당하고 미량성분(Na, K, Mg, H, S)까지 포함하면 약 99 %까지 늘어난다. 따라서 포틀랜드 시멘트는 지구에서 가장 풍부한 원소를 활용하여 제조되는 결합재이다. 한편 미량성분이라고 해서 중요치 않은 것이 아니다. 예컨대 미량 성분 중 하나인 산화나트륨, 산화칼슘은 알칼리염으로써 알칼리 골재 반응을 일으키는 원인이 되므로 주의깊게 살펴보아야 한다.
포틀랜드 시멘트의 주요 성분
| 화합물           | 화학식           | 시멘트 산업에서 사용하는 약자 | 일반적인 중량 범위(%) | 비고                                                                 |
| ---------------- | ---------------- | ----------------------------- | --------------------- | -------------------------------------------------------------------- |
| 규산 3석회       | 3CaO·SiO2        | C3S                           | 45-60                 | 물과의 빠른 반응. 시멘트 페이스트의 종결 시간과 초기강도 발현에 영향 |
| 규산 2석회       | 2CaO·SiO2        | C2S                           | 15-30                 | 많이 포함되면 콘크리트 극한강도 상승                                 |
| 알루민산 3석회   | 3CaO·Al2O3       | C3A                           | 6-12                  | 물과의 빠른 반응, 많은 열 발생시킴.                                  |
| 철알루민산 4석회 | 4CaO·Al2O3·Fe2O3 | C4AF                          | 6-8                   |                                                                      |

C : 산화칼슘
S : 이산화규소
A : 산화알루미늄
F : 산화철

## 종류

### 한국산업표준
한국산업표준 KS L 5201 포틀랜드 시멘트의 종류
| 구분 | 종류                     | 비고 |
| ---- | ------------------------ | ---- |
| 1 종 | 보통 포틀랜드 시멘트     |      |
| 2 종 | 중용열 포틀랜드 시멘트   |      |
| 3 종 | 조강 포틀랜드 시멘트     |      |
| 4 종 | 저열 포틀랜드 시멘트     |      |
| 5 종 | 내황산염 포틀랜드 시멘트 |      |

- 저알칼리형 포틀랜드 시멘트의 전 알칼리 함량 % = 0.6 이하

R2O = Na2O + 0.658 K2O
여기서,
R2O: 시멘트 중의 전 알칼리 질량 %
Na2O: 시멘트 중의 산화나트륨 질량 %
K2O: 시멘트 중의 산화칼륨 질량 %
- 한국산업표준에 따라 40 kg 단위로 포장한다.

### ASTM
미국의 ASTM 기준에 따르면 포틀랜드 시멘트는 다음과 같이 구분한다.
| 종류 | 이름          | 비고                                                                            |
| ---- | ------------- | ------------------------------------------------------------------------------- |
| 1종  | 보통          | * 가장 많이 사용                                                                |
| 2종  | 중용 내황산염 | * 두 번째로 많이 사용. * 1종에 비해 황산염 저항성을 키우기 위해 C3A 함유량 낮춤 |
| 3종  | 조강          | * 1종과 화학적 조성 비슷하나 3종이 비표면적이 훨씬 큼                           |
| 4종  | 저열          | * 수화속도 제한을 위해 C3S, C3A 함유량 제한                                     |
| 5종  | 고 내황산염   | * 1종에 비해 황산염 저항성을 키우기 위해 C3A 함유량 낮춤                        |

위 비고에 따라 종별 조성물 비율과 분말도를 살펴보면 다음과 같다. 붉은색 칠한 부분이 종별로 확인할 수 있는 특징적인 성분변화값이다.
| 종류              | 최대 조성물 비율(%) | 최대 조성물 비율(%) | 최대 조성물 비율(%) | 최대 조성물 비율(%) | Blaine 분말도(m2/kg) |
| ----------------- | ------------------- | ------------------- | ------------------- | ------------------- | -------------------- |
| 종류              | C3S                 | C2S                 | C3A                 | C4AF                | Blaine 분말도(m2/kg) |
| 1종 보통          | 55                  | 19                  | 10                  | 7                   | 370                  |
| 2종 중용 내황산염 | 51                  | 24                  | 6                   | 11                  | 370                  |
| 3종 조강          | 56                  | 19                  | 10                  | 7                   | 540                  |
| 4종 저열          | 28                  | 49                  | 4                   | 12                  | 380                  |
| 5종 고 내황산염   | 38                  | 43                  | 4                   | 9                   | 380                  |

## 같이 보기
- 분말도

## 내용주
1. ↑  알루미네이트는 실리케이트에 비해 빠른 수화반응을 한다. 알루미네이트의 수화반응 속도를 조절하기 위해 섞는 것이 석고이다. 석고가 용액 속에서 황산염 이온을 생성, 알루미네이트의 용해성을 떨어뜨리는 원리로 반응속도를 조절한다.

## 참고 문헌
- Michael S. Mamlouk; John P. Zaniewski (2016). 《실험과 함께하는 건설재료학》. 동화기술. ISBN 9788942590896.